# Cullompton
Cullompton est une ville et une paroisse civile du Devon, situé dans le sud-ouest de l'Angleterre.

## Géographie
Elle est située à 18 km au Nord-Est d'Exeter.

## Histoire
On y fabriquait au XIXe siècle des serges et du gros draps.

## Jumelages
- Ploudalmézeau (France)

## Personnalités liées
- William Walrond (1876-1915), homme politique, y est né.